# 朱世慶
朱世慶（1918年—），台湾船王，国府迁台后台湾公营企业巨头。浙江镇海县人。

## 生平
出自镇海虹桥朱氏，实与清末首富朱葆三为同族之后。祖籍镇海县，今为宁波市镇海区，1918年生于上海。是顧麗真二妹顾荣珍之夫，故为世界船王董浩云之连襟。
早年毕业于上海敬业中学。初在上海经营航运业，任英国船运公司怡隆（George Shaw）驻上海总办。后自主创立威利轮船公司。后投身国民党公营企业。历任中国航运公司经理、副总经理、董事、监察人。国府迁台后，于1950年任台湾中国航运公司总经理。又任台湾第一人寿保险公司董事、监察人。
1963年创办益寿航业公司，任常务董事兼总经理。1964年益寿航业在台湾公开发行股票，开创台湾交通事业股票先河。益寿航业成为台湾第一家进入证券交易市场的航运企业。